# Meishō Tennō
Meishō Tennō (明正天皇?   , 9 de enero de 1624-4 de diciembre de 1696) fue la 109.ª emperatriz de Japón, de acuerdo al orden tradicional de sucesión. Reinó del 22 de diciembre de 1629 al 14 de noviembre de 1643.
Su nombre personal era Oki-ko (興子?), y su título antes de ascender al trono era Onna Kazu no miya (女一宮?). Fue la primera mujer en ocupar el cargo de emperatriz en 900 años, luego de la emperatriz Kōken (o Shotoku) durante el periodo Nara.

## Genealogía
Era la segunda hija del emperador Go-Mizunoo. Su madre era Masako Tokugawa, hija del segundo shōgun, Tokugawa Hidetada. No tuvo hijos propios.

## Biografía
Su nombre fue derivado de la combinación de dos emperatrices anteriores, la emperatriz Genmei (707-715) y su hija la emperatriz Genshō (715-724). 
En 1629, se convirtió en emperatriz después que su padre, el emperador Go-Mizunoo, abdicara repentinamente en el incidente de las ropas púrpura. Por su entronamiento, se convirtió en la primera mujer en ocupar el trono desde la emperatriz Kōken Tennō, quien murió en 770. Durante su reinado, su padre gobernó en su nombre. En 1643, abdicó en favor de su medio hermano más joven, que se convirtió en el emperador Go-Kōmyō.

## Eras de su reinado
- Kan'ei